# 深角站
深角站（日语：／ Fukasumi eki */?）是位於宮崎縣西臼杵郡日之影町大字七折字西深角，高千穗鐵道的高千穗線車站。
車站位於國道218號下方，由於車站建設陡峭的斜坡上，進入車站比較困難，加上使用人次較少，因而被稱呼為秘境車站。

## 歷史
- 1972年（昭和47年）7月22日 - 日本國有鐵道高千穗線車站啟用，為一座旅客車站。
- 1987年（昭和62年）4月1日 - 伴隨國鐵分割民營化，車站由九州旅客鐵道（JR九州）營運[1][2][3]。
- 1989年（平成元年）4月28日 - 高千穗線由高千穗鐵道接管，成為高千穗鐵道高千穗線車站[4]。
- 2005年（平成17年）9月6日 - 受到颱風彩蝶吹襲九州，使高千穗鐵道全線暫停服務。
- 2008年（平成20年）12月28日 - 槇峰站至高千穗站之間（全線）廢止，此站廢站。

## 車站構造
車站是一座地面車站，設有1面1線的單式月台。此站是無人車站。車站建設溪谷的斜面上。

## 使用狀況
在2003年度，1日平均乘車人次為3人，為高千穗鐵道線內最少乘客使用的車站。

## 車站周邊
車站附近有國道218號。車站周邊有一家種植煙草的農家。

## 相鄰車站
高千穗鐵道
高千穗線
影待－深角－天岩戶

## 注腳
1. ↑  九州鉄道百年祭実行委員会・百年史編纂部会 (编).  初版. 九州旅客鉄道. 1988: 181 （日语）.
2. ↑  『交通年鑑 昭和63年版』 交通協力會，1988年3月。
3. ↑  今村都南雄 『民営化の效果と現実NTTとJR』 中央法規出版，1997年8月。ISBN 978-4805840863
4. ↑  鈴木文彥（日语：鈴木文彦）. . 鐵道雜誌（日语：鉄道ジャーナル） (鐵道雜誌社（日语：鉄道ジャーナル社）). 1997-03, 31 (3): 76–83.
5. ↑  宮崎縣統計年鑑